# Elio Maldini
Elio Maldini (Cannuzzo, 3 luglio 1911 – Ravenna, 1º ottobre 1995) è stato un ciclista su strada italiano, professionista e indipendente dal 1936 al 1939.

## Carriera
Ottenne diversi piazzamenti fra i dilettanti tra il 1932 e il 1935, anno in cui ottenne i primi successi alla Coppa Azzini e la Coppa OM, gare di selezione per il campionato del mondo dilettanti di Floreffe. Successivamente partecipò alla gara mista del circuito dei Giardini Margherita a Bologna, vinta da Giuseppe Olmo, seguito da Aldo Bini e Domenico Piemontesi, tutti professionisti; Maldini fu quarto e quindi migliore dei dilettanti, tuttavia queste prestazioni non gli consentirono di ottenere la maglia da titolare e ai mondiali fu solo riserva. Dopo i mondiali si aggiudicò la cronometro a coppie della provincia di Parma, gareggiando assieme a Mario Vicini.
Nel 1936 passò professionista con la Fréjus e ottenne subito buoni risultati: fu diciottesimo alla Milano-Sanremo, settimo al Giro dell'Emilia e decimo al Giro di Toscana. Queste affermazioni gli consentirono di partecipare al Giro d'Italia. Nella "corsa rosa" ottenne tre secondi posti e un terzo posto, in particolare nella tappa di Gardone arrivò secondo dietro Gino Bartali. Finì la corsa al quattordicesima posizione.
Corse il Giro d'Italia anche nel 1937, arrivando quarantunesimo, e nel 1939, quando si ritirò.

## Piazzamenti

### Grandi Giri
- Giro d'Italia

1936: 14º
1937: 41º
1939: ritirato

### Classiche monumento
- Milano-Sanremo

1936: 18º
1937: 21º